# Ambrogio Bergognone

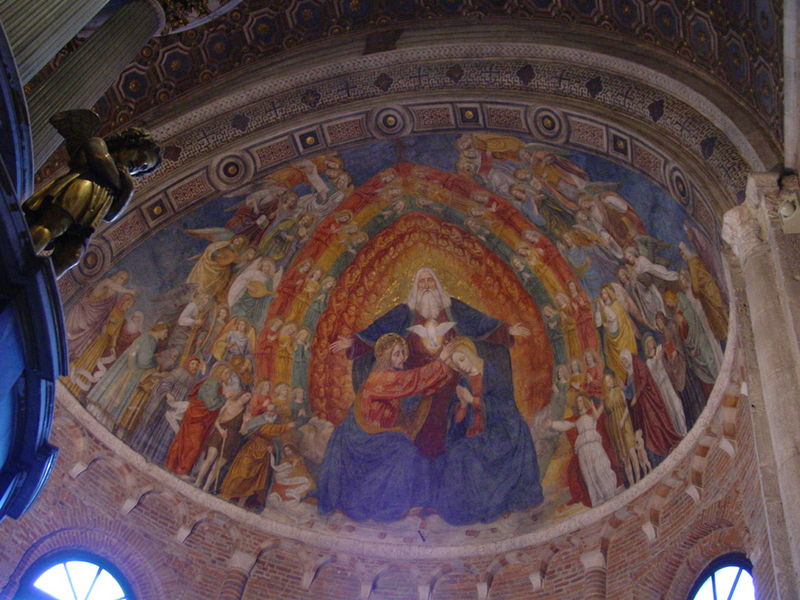
Afresco na Basílica de San Simpliciano, Milão.

Ambrogio Borgognone (Ambrogio da Fossano, Ambrogio Stefani da Fossano ou simplesmente Bergognone (1470 – 1523/1524) foi um pintor italiano da Renascença. Foi um dos membros da Escola Milanesa.
Mesmo sendo contemporâneo de Leonardo da Vinci, pintava em um estilo mais próximo à Pré-Renascença, semelhante a Vincenzo Foppa e Bernardino Zenale. Diz-se que nasceu em Fossano, no Piemonte. 
É famoso basicamente por seu trabalho no complexo de Certosa di Pavia, que é uma igreja e um convento da Ordem dos Cartuxos. Algumas de suas obras estão na Galeria Nacional de Londres. Acredita-se que Bernardino Luini foi um de seus aprendizes. 